# Патерос (Філіппіни)
Патерос, офіційна назва — муніципалітет Патерос (філ. Bayan ng Pateros) — єдиний муніципалітет метро Маніла, Філіппіни. Згідно з переписом 2020 року, населення становить 63 643 особи.
Цей муніципалітет відомий своєю галуззю розведення качок і особливо виробництвом балуту, філіппінського делікатесу, який являє собою варене запліднене качине яйце. Патерос також відомий виробництвом червоних солоних яєць, місцевої рисової коржі. Крім того, місто відоме виробництвом «альфомбри», місцевого взуття з килимовою тканиною на верхній частині. Патерос межує з високоурбанізованими містами Пасіг на півночі, Макаті на заході та Тагіг на півдні.
Патерос є найменшим муніципалітетом як за чисельністю населення, так і за площею території, але він є другим за густотою населення з приблизно 37 000 жителів на квадратний кілометр або 96 000 жителів на квадратну милю після столиці Маніли.

## Історія

### Іспанська колоніальна епоха
До 1799 року Патерос був лише кварталом Пасіга, доки іспанський генерал-губернатор Філіппін не видав указу, згідно з яким Патерос став незалежним муніципалітетом. Тоді місто складалося з п'яти барріо (сел): Агухо, Сан-Роке, Санта-Ана, Санто-Росаріо (Санто-Росаріо-Сіланган і Санто-Росаріо-Канлуран) і Маманкат (нині частина форту Боніфачо).

### Філіппінська революція
Меморіальний монумент революції 1896 року, також відомий як меморіальний монумент Дулумбаяну
Під час філіппінсько-американської війни в березні 1899 року перший контингент американських добровольців з Вашингтона прибув до міста Патерос. Американські солдати згуртувалися і зрештою виграли битви, щоб взяти під свій контроль і створити тимчасовий табір.

### Американська колоніальна епоха
Протягом цього періоду американські солдати мали змогу відчути культуру та спосіб життя жителів Патероса. Смажена качка на їжу під час війни та відправка листівок з Патеросом назад до Сполучених Штатів Америки. У 1900 році член американського контингенту лейтенант Чарльз Нослер перейменував місто Айвс-Лендинг у штаті Вашингтон на честь міста Патерос на Філіппінах. Патерос у штаті Вашингтон офіційно став містом 1 травня 1913 року.

### Незалежність Філіппін
7 листопада 1975 року Патерос став частиною нового столичного району Маніли згідно з президентським указом № 824.

## Міста-побратими
Патерос, штат Вашингтон, США (2013)

## Галерея
|                                 |
| Муніципальний комплекс Патероса |